# إليس جاتشن
إليس جاتشن (بالإنجليزية: Elise Gatien)‏ ممثلة وعارضة ازياء كندية ، ولدت في كاملوبس، كولومبيا البريطانية ، كندا عام 1988 اشتهرت بدور ('سي جي ) في المسلسل التلفزيوني تاور بريب' .

## نشاتها و حياتها
ولد إليس في كاملوبس، كولومبيا البريطانية ، كندا عام 1988 ،  تدربت لعدد من السنوات في الرقص والمسرح الموسيقي اكتشفها وكيل بالازياء والإعلانات التجارية وقعت عقد معه في آسيا وبعدها انتقلت إلى السينما ، في عام 2009 لعبت دور Speedy في حلقتين في المسلسل التلفزيوني سمولفيل وشاركت أيضا في خارق للطبيعة (مسلسل) ومسلسل الخيال العلمي Bionic Woman ، يوريكا (مسلسل أميركي) وحلقة واحدة من مسلسل The Guard و مسلسل تاور بريب خارج التمثيل إليس تحب ركوب الزوارق والتزلج على الجليد والسفر وهي تقيم حاليا في فانكوفر , كولمبيا البريطانية 

## وصلات خارجية
- إليس جاتشن على موقع IMDb (الإنجليزية)
- إليس جاتشن على موقع قاعدة بيانات الفيلم (الإنجليزية)

موقعها الرسمي